# Tuvnarv
Tuvnarv (Sagina caespitosa) är en nejlikväxtart som först beskrevs av J. Vahl, och fick sitt nu gällande namn av Johan Martin Christian Lange. Enligt Catalogue of Life ingår Tuvnarv i släktet smalnarvar och familjen nejlikväxter, men enligt Dyntaxa är tillhörigheten istället släktet smalnarvar och familjen nejlikväxter. Enligt den svenska rödlistan är arten nära hotad i Sverige. Arten förekommer i Övre Norrland. Artens livsmiljö är fjäll. Inga underarter finns listade i Catalogue of Life.